# Taze Kand-e Dżamalchan
Taze Kand-e Dżamalchan (perski: تازه كندجمال خان) – wieś w Iranie, w ostanie Azerbejdżan Zachodni. W 2006 roku miejscowość liczyła 37 mieszkańców w 10 rodzinach.